# Ronald Acuña Jr.
Ronald José Acuña Blanco (La Guaira, 18 de diciembre de 1997) es un beisbolista venezolano que juega para los Bravos de Atlanta de las Grandes Ligas de Béisbol (MLB). En la LVBP, juega para los Tiburones de La Guaira. 
Hizo su debut en 2018 y ganó el premio del Novato del año de la Liga Nacional. En 2023, logró conectar 40 jonrones y 70 bases robadas, siendo el primer beisbolista de toda la historia en conseguir dicha hazaña en el béisbol profesional en una temporada de Grandes Ligas. Se convirtió también en el primer venezolano en toda la historia de Las Grandes Ligas con más bases robadas en una temporada, y es el latino con más carreras anotadas en la historia de la MLB en una sola temporada.

## Trayectoria deportiva

### Liga menor de béisbol
2014
Acuña firmó con los Atlanta Braves por $ 100,000 como agente libre internacional en julio de 2014.
2015
Hizo su debut profesional en 2015 con los Gulf Coast Braves y más tarde fue promovido a los Danville Braves esa temporada. En 55 partidos entre los dos equipos, bateó para .269 con cuatro jonrones, 18 carreras impulsadas y 16 bases robadas.
2016
En 2016, recortó .312 / .392 / .429 con cuatro jonrones y 19 carreras impulsadas en solo 42 juegos combinados entre los Gulf Coast Braves y Rome Braves debido a una lesión. Después de la temporada, jugó para los Melbourne Aces de la Australian Baseball League y fue nombrado ABL All-Star.
2017
Acuña hizo sus primeras apariciones en los juegos de la Liga de la Toronja al comienzo de la temporada 2017 como un jugador adicional originalmente asignado al campamento de ligas menores.
Comenzó el año con las Florida Fire Frogs de la clase A-Advanced de la Florida State League y más tarde fue promovido a los Mississippi Braves de la Doble A de la Southern League. Acuña fue incluido en la lista del Juego de Futuros All-Star en julio, y jugó todo el juego, uno de los tres miembros del Equipo Mundial en hacerlo.
Se uniformó a los Gwinnett Braves de la International League de Clase Triple A inmediatamente después de la pausa del Juego de Estrellas, hizo su debut en la International League contra los Caballeros de Charlotte, durante el cual bateó un jonrón de campo opuesto en su segundo turno al bate. Para el año, Acuña apareció en 139 juegos, bateando .325 / .374 / .522 con 21 jonrones, 82 carreras impulsadas y 44 bases robadas.
Después de que terminó la temporada regular de las ligas menores de 2017, Acuña fue invitado a unirse a la escuela de finalización de prospectos élite más importante de la MLB, la Arizona Fall League y fue asignado a las Peoria Javelinas. Jugó 23 juegos en la AFL bateando .325 / .414 / .639 junto con 7 jonrones, ganando el campeonato de la liga y ganando el título de Jugador Más Valioso de la liga, convirtiéndose en el jugador más valioso más joven de la AFL.
Baseball América calificó a Acuña como el prospecto No. 1 de Grandes Ligas de Béisbol en la temporada 2018. MLB.com lo calificó segundo al lanzador / bateador japonés Shohei Ohtani.
2018
Acuña comenzó el año en el entrenamiento de primavera de Grandes Ligas. A pesar de un promedio de .432 y cuatro jonrones en el entrenamiento de primavera, Acuña fue reasignado al campamento de ligas menores el 19 de marzo de 2018.
Se uniformó a los Gwinnett Stripers de la International League de la Triple A para comenzar la temporada.

### Atlanta Braves
El 25 de abril de 2018, los Bravos de Atlanta ascendieron a Acuña a las ligas mayores (MLB). Se convirtió en el jugador más joven en la MLB en su promoción, y el Venezolano N° 384 en la MLB, reclamando la distinción de su compañero de equipo Ozzie Albies. A pesar de que Acuña llevaba el uniforme número 24 a lo largo de su carrera en las ligas menores en honor a Miguel Cabrera, hizo su debut en las ligas mayores el 25 de abril de 2018, con el número 13. Contra los Rojos de Cincinnati, Acuña recogió su primer Hit contra Kevin Shackelford. Terminó el juego 1 por 5 y anotó la carrera de empate en la octava entrada cuando los Bravos de Atlanta ganaron 5–4.
Al día siguiente, también contra los Rojos de Cincinnati, Acuña bateó su primer jonrón de Grandes Ligas en contra de Homer Bailey. Terminó el juego 3 por 4 y los Bravos de Atlanta ganaron 7–4.
El 28 de mayo, Acuña fue colocado en la lista de incapacitados por 10 días debido a un leve esguince de LCA y una contusión en la rodilla izquierda, así como también por una contusión en la espalda.
El 21 de junio, los Bravos de Atlanta optaron por Acuña a Triple-A a los Gwinnett Stripers de la International League para una asignación de rehabilitación.
Acuña golpea regularmente en el primer puesto en la alineación después de la pausa del Juego de Estrellas.
Su desempeño mejoró notablemente cuando implementó un ajuste a su postura de bateo ante la sugerencia de Kevin Seitzer. Mientras jugaba contra los Miami Marlins
el 13 de agosto de 2018, Acuña se convirtió en el cuarto jugador en la historia de las Grandes Ligas de Béisbol en batear un jonrón para liderar los dos juegos de un doble título. Además, había pegado un jonrón en sus últimos cuatro juegos, convirtiéndose en el jugador más joven desde 1920 en lograr la hazaña. Al batear un jonrón de Trevor Richards el 14 de agosto, Acuña se convirtió en el jugador más joven en batear jonrones en cinco juegos consecutivos, así como el quinto bateador en la historia de los Bravos de Atlanta en hacerlo. Al enfrentarse a Adam Conley más tarde ese mismo juego, Acuña bateó su segundo jonrón de la noche, marcando la primera vez que había golpeado más de un jonrón en un juego.
En la final de la serie de los Bravos de Atlanta contra los Miami Marlins el 15 de agosto, Acuña se enfrentó a José Ureña, quien lo golpeó con el primer lanzamiento del juego. Ureña fue expulsado del juego, mientras que Acuña fue reemplazado en el campo en la parte superior de la segunda entrada.
Acuña jugó el próximo juego de los Bravos de Atlanta contra los Rockies de Colorado el 16 de agosto.
Cuando Acuña jugó contra los Miami Marlins el 23 de agosto, bateó otro jonrón y posteriormente fue golpeado por otro lanzamiento.
Su producción durante el mes de agosto le valió el Premio al Novato del Mes de las Grandes Ligas de Béisbol.
El 2 de septiembre, Acuña conectó su séptimo jonrón de salida, empatando un récord del equipo de los Bravos, establecido por Marquis Grissom, para tales jonrones en una temporada. Tres días después, Acuña rompió el récord de jonrones del equipo en un partido contra los Medias Rojas de Boston.
Con su vigésimo quinto jonrón el 9 de septiembre, Acuña se convirtió en el séptimo jugador en la historia de la MLB en batear tantos jonrones y menores de 21 años.
A finales de ese mes, se anunció que Acuña jugaría en la Serie MLB Japan All-Star programada para noviembre.
El 22 de septiembre de 2018, con su decimoquinta (15) base robada, Acuña se convirtió en el cuarto jugador en la historia de las Grandes Ligas en registrar una temporada 25-15, mientras que tenía 20 años o menos, junto con Alex Rodríguez, Orlando Cepeda y Mike Trout. En general, con los Bravos de 2018, Acuña apareció en 111 juegos de Grandes Ligas, bateando .293 con 26 jonrones y 64 carreras impulsadas.
El 7 de octubre, en un juego de la Serie de la División de la Liga Nacional contra Los Angeles Dodgers, Acuña se convirtió en el jugador más joven en la historia de la MLB en batear un Grand Slam de postemporada, con 20 años y 293 días de diferencia, frente al lanzador de los Dodgers Walker Buehler.
El 12 de noviembre, fue nombrado el Novato del Año de la Liga Nacional.
2019
El 2 de abril de 2019, Acuña y los Bravos de Atlanta acordaron un contrato de ocho años por un valor de  100 millones de $. La extensión incluyó opciones de equipo para las temporadas 2027 y 2028.
A los 21 años, Acuña se convirtió en el jugador más joven en la historia del béisbol en firmar un contrato por un valor de al menos 100 millones de $. El acuerdo de Acuña fue el más grande para cualquier jugador con menos de un año de servicio en las grandes ligas.
2020
Este año Acuña gana su segundo Premio Luis Aparicio con un total de 483 puntos. Esta temporada, dejó average de .250, promedio de embasado y .406 y slugging de .581 en 46 juegos. Bateó 11 dobles, 14 jonrones, anotó 46 carreras, se robó ocho bases y empujó 29 rayitas.
2023
El 31 de agosto de 2023, Ronald Acuña Jr. hizo historia en las Grandes Ligas de Béisbol al convertirse en el primer jugador en lograr 30 cuadrangulares y 60 robos en una sola temporada, durante un emocionante juego entre los Braves y los Dodgers en el Dodger Stadium. A pesar de las destacadas actuaciones de otros jugadores en el campo, como Mookie Betts, quien conectó un par de cuadrangulares en el mismo juego, la proeza de Acuña podría tener un impacto significativo en la carrera por el premio al Jugador Más Valioso de la liga. Este logro continúa solidificando la posición de Acuña Jr. como una figura destacada en la historia del béisbol venezolano y las Grandes Ligas.

### Vida personal
El padre de Acuña, Ronald Acuña Sr., y su abuelo, Romualdo Blanco, ambos jugaron béisbol de ligas menores. 
Él es el mayor de cuatro hijos. Un hermano menor, Luisangel, también es un jugador de béisbol.
Un tío, José Escobar, jugó para los Indios de Cleveland en 1991, y varios primos también jugaron en las Grandes Ligas de Béisbol, a saber, Vicente Campos, Alcides Escobar, Edwin Escobar y Kelvim Escobar.